# Where You Live
 (novembre 2017).
Si vous disposez d'ouvrages ou d'articles de référence ou si vous connaissez des sites web de qualité traitant du thème abordé ici, merci de compléter l'article en donnant les références utiles à sa vérifiabilité et en les liant à la section « Notes et références ».
Albums de Tracy Chapman
Let It Rain
(2002) Our Bright Future
(2008)
Singles
1. Change
Sortie : 2005
2. America
Sortie : 2005

Where You Live est le septième album de l'auteure-compositeure-interprète folk et blues rock américaine Tracy Chapmann sorti en septembre 2005 chez Elektra.
L'album est coproduit par Tchad Blake (en).
Flea, le bassiste des Red Hot Chili Peppers, collabore à l'album sur plusieurs morceaux.
Deux singles, Change et America, en sont extraits.

## Liste des titres
Toutes les chansons sont écrites et composées par Tracy Chapman.
| 1.    | Change               | 5:07 |
| 2.    | Talk to You          | 4:28 |
| 3.    | 3,000 Miles          | 5:59 |
| 4.    | Going Back           | 5:22 |
| 5.    | Don't Dwell          | 3:22 |
| 6.    | Never Yours          | 3:37 |
| 7.    | America              | 3:44 |
| 8.    | Love's Proof         | 3:45 |
| 9.    | Before Easter        | 3:04 |
| 10.   | Taken                | 3:43 |
| 11.   | Be and Be Not Afraid | 4:45 |
| 46:55 |                      |      |

## Crédits
| - Tracy Chapman : guitare folk, guitare électrique, clarinette, harmonica, mandoline, percussions, glockenspiel, claviers, chant - Paul Bushnell : basse - Flea : basse - Mitchell Froom : orgue, célesta, clavecin, Fender Rhodes, Wurlitzer - Joe Gore : guitare acoustique et électrique, dobro, percussions, basse, lap steel guitar, claviers - David Piltch : contrebasse - Michael Webster : claviers - Quinn Smith : percussions, piano, batterie, glockenspiel | - Production, photographie : Tracy Chapman - Production, Ingénierie, Mixage, photographie : Tchad Blake - Ingénierie (assistants) : Scott Wiley, Jared Miller - Mastering : Bob Ludwig - Direction artistique, design, photographie : Jeri et John Heiden - Photographie (pochette) : Kasskara |

## Certifications
| Région                                                                                                 | Certification | Ventes/Streams |
| --- | ------------- | -------------- |
| France (SNEP)                                                                                          | Or            | 100 000*       |
| Suisse (IFPI)                                                                                          | Or            | 0x             |
| *Ventes selon la certification ^Mise en rayon selon la certification xNon précisé par la certification |               |                |